# Жуков (Львовская область)
Жуков (укр. Жуків) — село в Поморянской поселковой общине Золочевского района Львовской области Украины.
Население по переписи 2001 года составляло 507 человек. Занимает площадь 2,434 км². Почтовый индекс — 80754. Телефонный код — 3265.